# Geith Forsberg
Geith Ingrid Marianne Forsberg, ogift Andersson, född 27 februari 1929 i Vimmerby, är en svensk kalligraf, tecknare och författare.
Hon är dotter till bokbindare Bengt Andersson och Margit, ogift Kvist. Efter studier i skrift vid Konstfack 1945–1946 och Skolan för grafisk formgivning i Stockholm 1953–1954 arbetade Forsberg 1960–1970 som tecknare och industridesigner på Philips.
Tillsammans med maken Karl-Erik Forsberg drev hon från 1971 en grafisk ateljé och utförde bokomslag, formgivning, skrift och text i ett flertal böcker, bland annat Skrift. Handledning i kalligrafi (1986), Alpha Magica (1994) och Bokstaven & boken (2004). Geith Forsbergs senaste bok är Antikvans långa väg till Norden (2019).
Hon har haft separatutställningar i Stockholm 1976, 1978, 1982 och i Falun 1984 samt levererat offentliga utsmyckningar i form av metallcollage till Philips Elektronikfabrik i Järfälla 1969 och väggmålningar till Stockholms handelskammare 1979. Hon var styrelseledamot i Föreningen Svenska Tecknare 1979–1985 och ledamot av Svensk Forms formgivarsektions nämnd från 1982. Hon finns också representerad i Statens offentliga samlingar, Stockholms stadsmuseum, Stora Kopparbergs museum i Falun, Nationalmuseum och Uppsala universitet.
Geith Forsberg har varit gift två gånger, först 1947–1969 med orkesterledaren och modellbyggaren Lasse Forsberg (1926–2002) och sedan 1973 med hovgrafiker Karl-Erik Forsberg (1914–1995).